# Moravskoslezská fotbalová liga 2021/2022
Moravskoslezská fotbalová liga 2021/22 byla 31. ročníkem Moravskoslezské fotbalové ligy, která je jednou ze skupin 3. nejvyšší soutěže ve fotbale v Česku. 

## Formát soutěže
V sezóně se utká 18 týmů každý s každým dvoukolovým systémem podzim–jaro. Vítěz si vybojuje právo startu ve vyšší soutěži, tedy ve Fortuna Národní lize (FNL). 

## Změny týmů oproti ročníku 2020/21
- Z FNL 2020/21 sestoupil tým FK Blansko.
- Do FNL postoupilo mužstvo MFK Vyškov.
- V sezoně 2020/21 se z MSFL nesestupovalo ani se do ní nepostupovalo.
- Tým mužů MFK Frýdek-Místek bude od této sezóny vystupovat pod hlavičkou FC Vratimov. Ve Frýdku-Místku zůstala třetiligová příslušnost zachována, nový tým mužů pod názvem FK Frýdek-Místek získal licenci od týmu FC Odra Petřkovice, který se rozhodl opustit 3. ligu a přihlásil se do Městského přeboru Ostrava.[1]

## Konečná tabulka
| Poř. | Tým                        | Z  | V  | R | P  | VG | OG | B  |
| ---- | -------------------------- | -- | -- | - | -- | -- | -- | -- |
| 1.   | SK Sigma Olomouc „B“       | 32 | 25 | 5 | 2  | 86 | 24 | 80 |
| 2.   | SK Hanácká Slavia Kroměříž | 32 | 22 | 4 | 6  | 71 | 34 | 70 |
| 3.   | FC Hlučín                  | 32 | 20 | 3 | 9  | 75 | 31 | 63 |
| 4.   | FC Baník Ostrava „B“       | 32 | 19 | 6 | 7  | 71 | 41 | 63 |
| 5.   | FC Slovan Rosice           | 32 | 17 | 6 | 9  | 48 | 35 | 57 |
| 6.   | 1. FC Slovácko „B“         | 32 | 14 | 8 | 10 | 67 | 49 | 50 |
| 7.   | SK Uničov                  | 32 | 14 | 7 | 11 | 56 | 52 | 49 |
| 8.   | FK Frýdek-Místek           | 32 | 14 | 6 | 12 | 53 | 57 | 48 |
| 9.   | FC Velké Meziříčí          | 32 | 13 | 6 | 13 | 52 | 52 | 45 |
| 10.  | 1. SC Znojmo               | 32 | 11 | 5 | 16 | 62 | 74 | 38 |
| 11.  | FK Blansko                 | 32 | 11 | 5 | 16 | 51 | 66 | 38 |
| 12.  | ČSK Uherský Brod           | 32 | 9  | 8 | 15 | 40 | 49 | 35 |
| 13.  | FC Vratimov                | 32 | 10 | 3 | 19 | 42 | 74 | 33 |
| 14.  | FC Viktoria Otrokovice     | 32 | 8  | 6 | 18 | 44 | 70 | 29 |
| 15.  | FC Fastav Zlín „B“         | 32 | 8  | 5 | 19 | 38 | 55 | 29 |
| 16.  | SFK Vrchovina              | 32 | 7  | 7 | 18 | 28 | 62 | 28 |
| 17.  | FC Vysočina Jihlava „B“    | 32 | 3  | 4 | 25 | 29 | 87 | 13 |
| 18.  | FC Dolní Benešov           | 0  | 0  | 0 | 0  | 0  | 0  | 0  |

- Tým FC Dolní Benešov odstoupil z ligy.

|  | Postup do FNL 2022/23      |
|  | Sestup do Divize D 2022/23 |
|  | Sestup do Divize E 2022/23 |
|  | Sestup do Divize F 2022/23 |